# Rotonde de la PKO à Varsovie
La Rotonde de la PKO – en polonais Rotunda PKO –  est le monument abritant les bureaux de la banque polonaise PKO BP de 1966 à 2017. Le bâtiment est situé sur la Marszałkowska (100/102) à Varsovie. Détruit en 2017, il est remplacé par un nouveau bâtiment de forme similaire, inauguré en 2019.

## Histoire
La Rotonde de la PKO était située à l'endroit où, jusqu'en 1944, se trouvait l'immeuble d'angle de Pinkus Lothe. Après la Seconde Guerre mondiale, les ruines de cet immeuble ont été nivelées au sol.
La Rotonde était une prolongation du « mur oriental » construit entre 1960 et 1969. Elle a été conçue par Jerzy Jakubowicz et sa structure en acier par Stanisław Więcek et Włodzimierz Wojnowski. La construction s'est terminée en 1966. La façade du bâtiment était en verre transparent. En raison de sa forme, notamment du toit aux dentelures caractéristiques, les Varsoviens l'appelaient la « casquette du général » (czapka generalska),.
Le 15 février 1979, le bâtiment a été détruit à environ 70% à la suite d'une explosion de gaz qui a tué 49 personnes et en a blessé 110.
La reconstruction a été réalisée rapidement : fin octobre, la Rotonde est de nouveau ouverte au public. L'un des principaux changements par rapport à l'original a été l'utilisation de verre teinté sur sa façade. Le 27 octobre, sous le mur nord du bâtiment, du côté d'Ulica Widoka, une plaque de bronze à la mémoire des victimes de l'explosion est inaugurée.
En 2010, le propriétaire du bâtiment, la banque PKO BP, commence les travaux de construction d'une nouvelle installation – la Nowa Rotunda (« nouvelle Rotonde ») – en lieu et place du bâtiment existant alors.
En 2014, la banque PKO BP reçoit le titre de « Défigurateur de la ville de 2014 » (Miastoszpeciciela 2014) pour avoir fréquemment recouvert la Rotonde avec des publicités grand format, ce qui était considéré comme un exemple flagrant de défiguration de l'espace urbain dans l'un des endroits les plus représentatifs de Varsovie.
Le 20 janvier 2015, le conservateur des monuments de la capitale, Piotr Brabander, autorise, malgré l'inscription de la Rotonde au registre des monuments, la démolition du bâtiment en raison du fait que sa structure n'est pas d'origine et a été reconstruite lors d'une rénovation après l'explosion. Le 23 décembre 2016, le bâtiment a été fermé aux clients des banques. Le 10 mars 2017, la démolition de la Rotonde débute. Le 16 mars, le conservateur des monuments de la capitale, Michał Krasucki, ordonne l'arrêt des travaux de démolition, affirmant que la décision précédente reposait sur des prémisses incorrectes (après le démontage de la façade, il s'est avéré que la structure était originale). Le bâtiment est quand même démoli, mais certains éléments de la structure d'origine (poutres de toit et élément central en forme de parasol) ont été conservés pour être exposés dans le nouveau bâtiment.

### La deuxième Rotonde
À la place du bâtiment démoli, un nouveau bâtiment de même forme a été prévu, conçu par l'agence d'architecture cracovienne Gowin & Siuta,. Le bâtiment de trois étages a été mis en service en novembre 2019. Il héberge une succursale bancaire (au sous-sol et au rez-de-chaussée) ; et, au premier étage, un café doté d'un espace de rencontre (la banque a mis fin à sa coopération avec l'exploitant du café en juillet 2021). Un patio extérieur a été créé devant le bâtiment, avec 11 500 plantes plantées sur ses murs. La plaque commémorative à la mémoire des victimes de la catastrophe de 1979 y a également été déplacée.

## Galerie

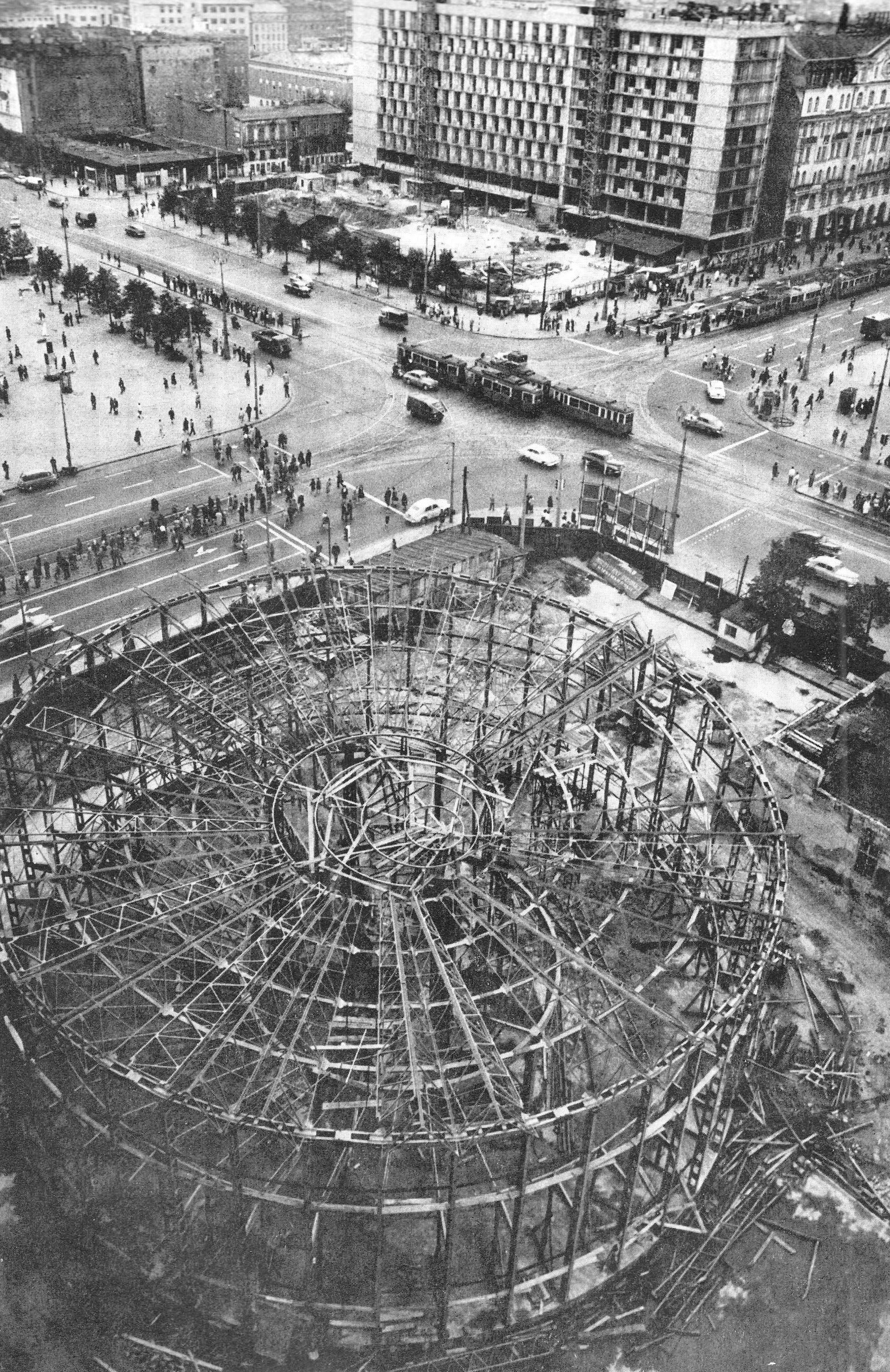
Construction de la Rotonde (1964)
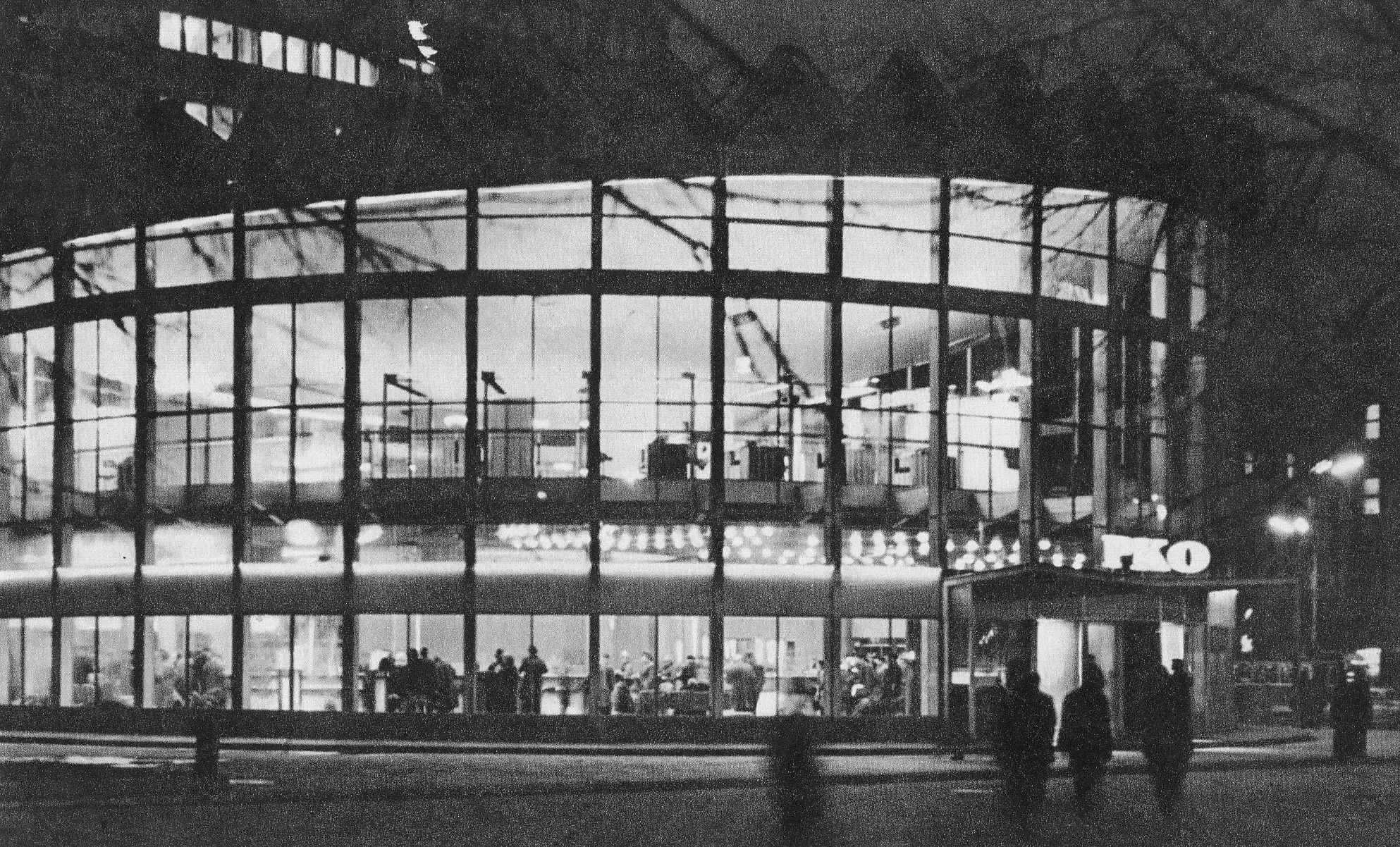
Le bâtiment au crépuscule (1968)
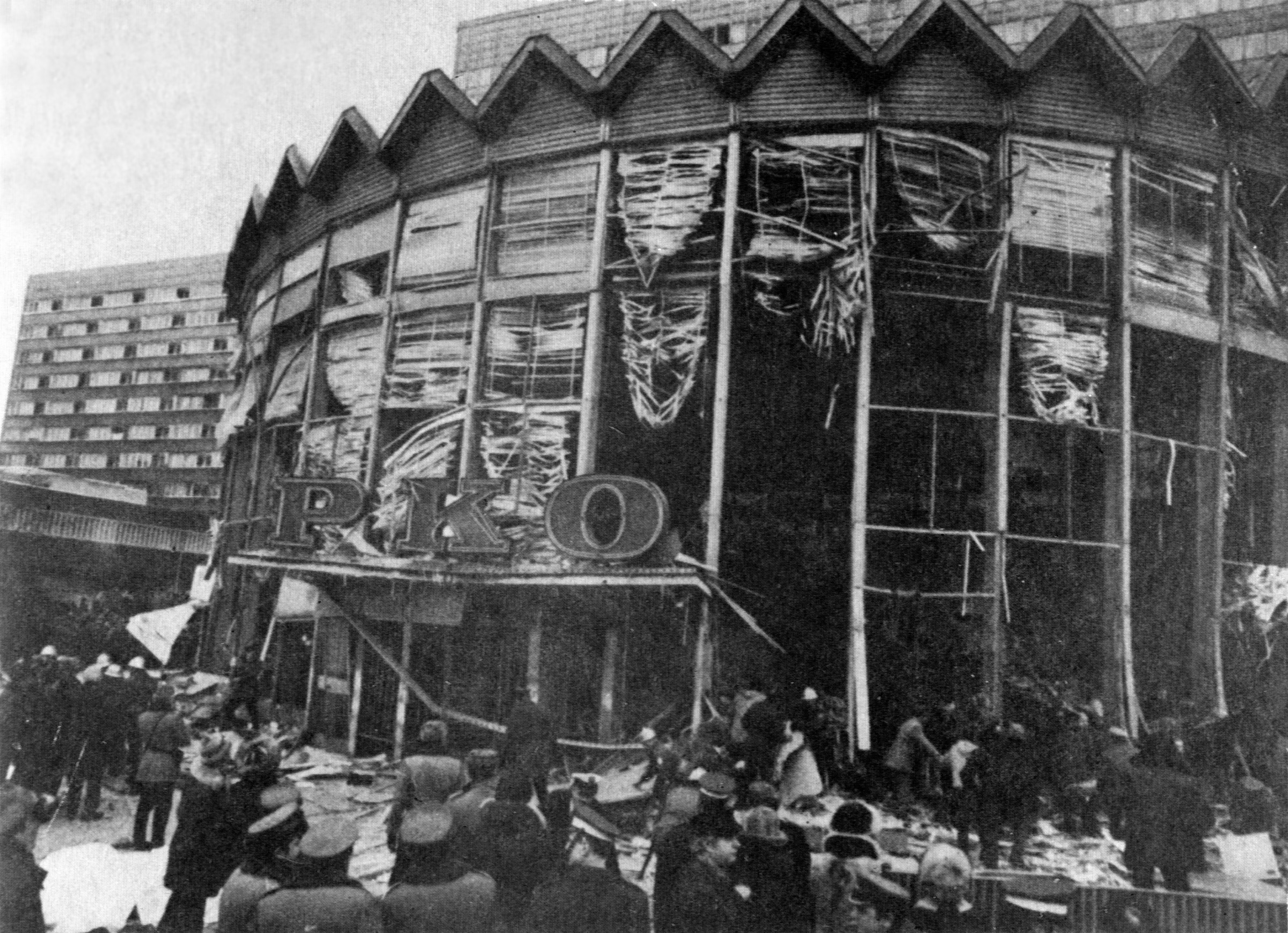
La Rotonde après l'explosion (15 février 1979)
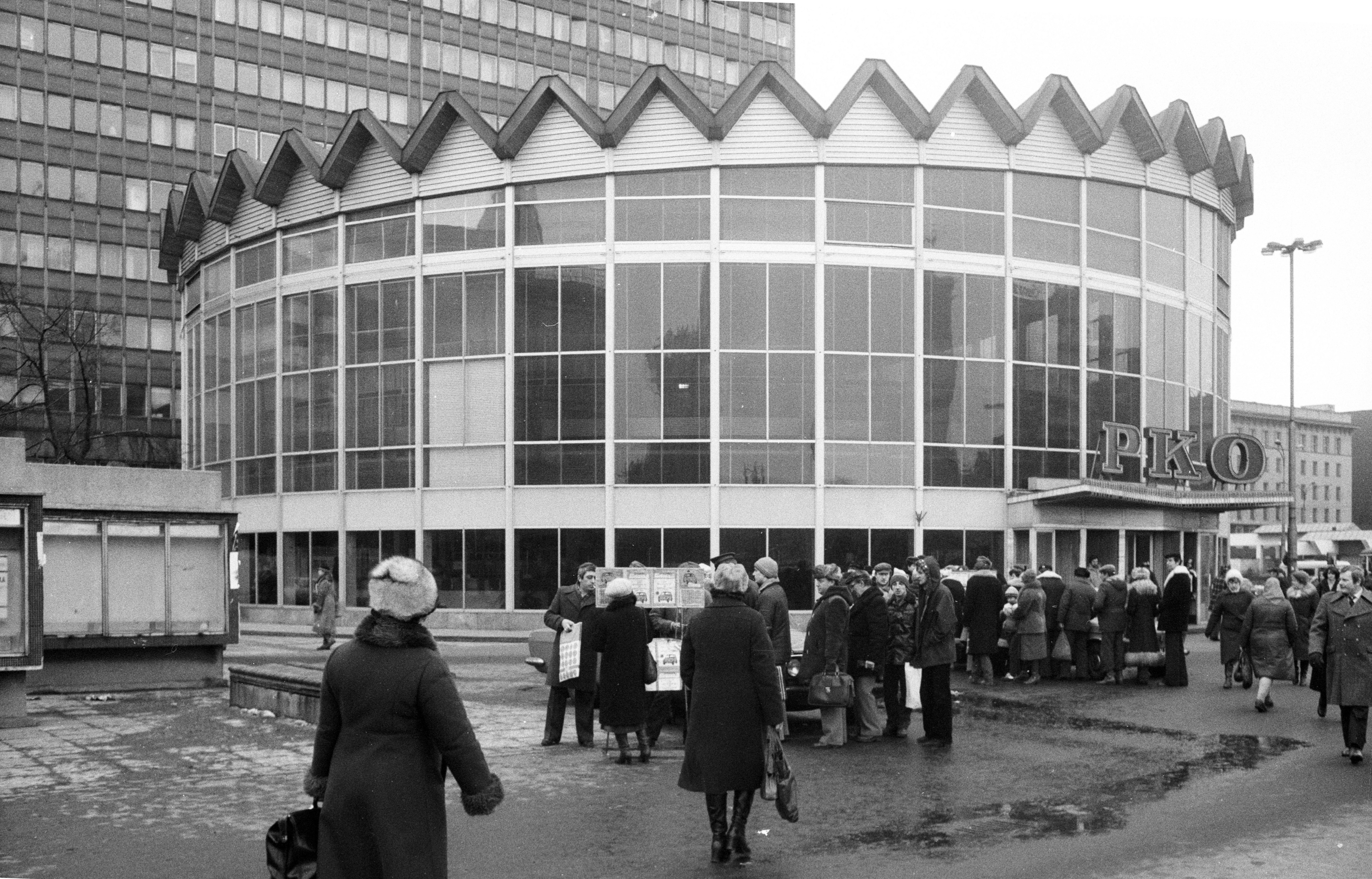
Le bâtiment reconstruit (1981)
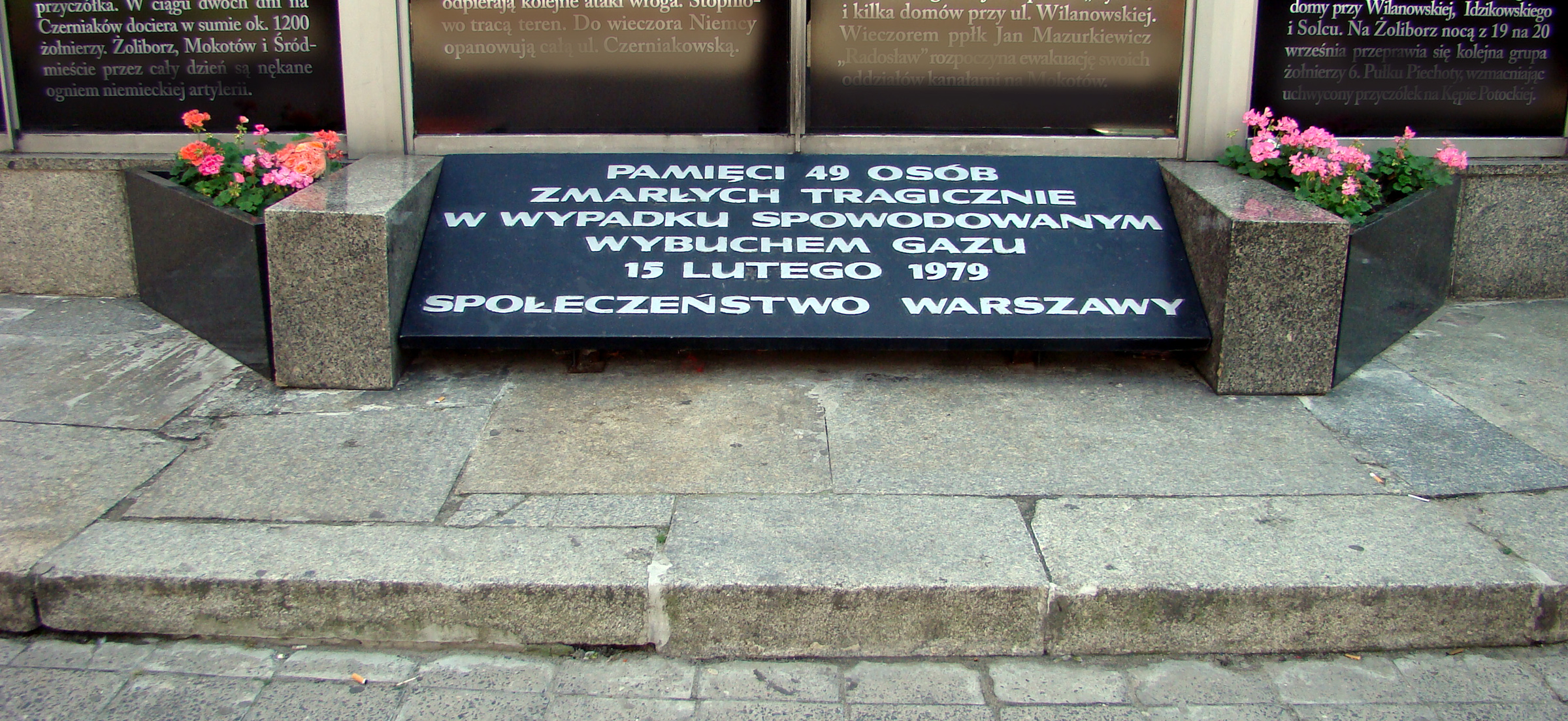
La plaque commémorative des victimes de l'explosion du 15 février 1979 à son emplacement d'origine, sur la première Rotonde (2010)
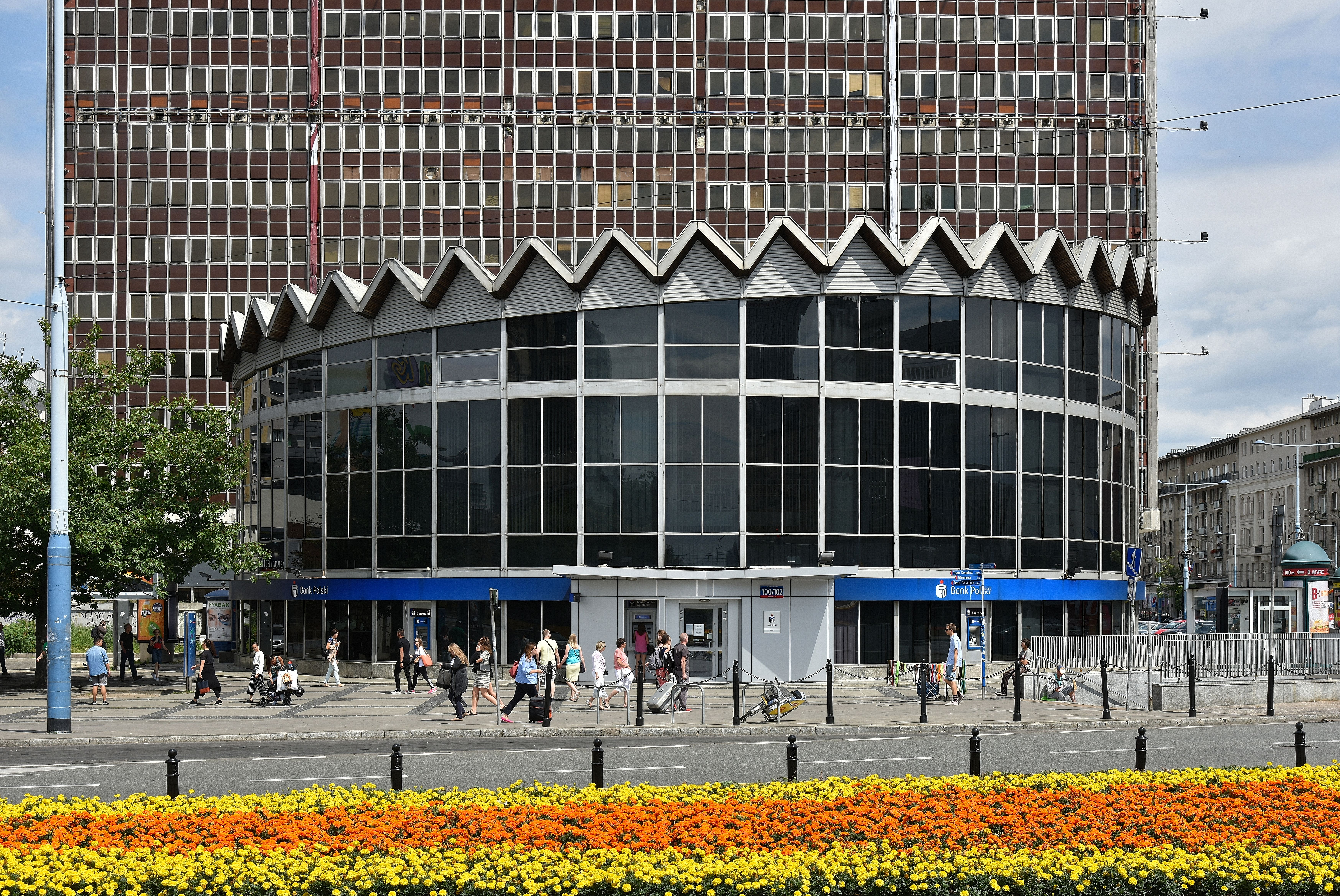
La Rotonde du côté de la rue Marszałkowska (2016)
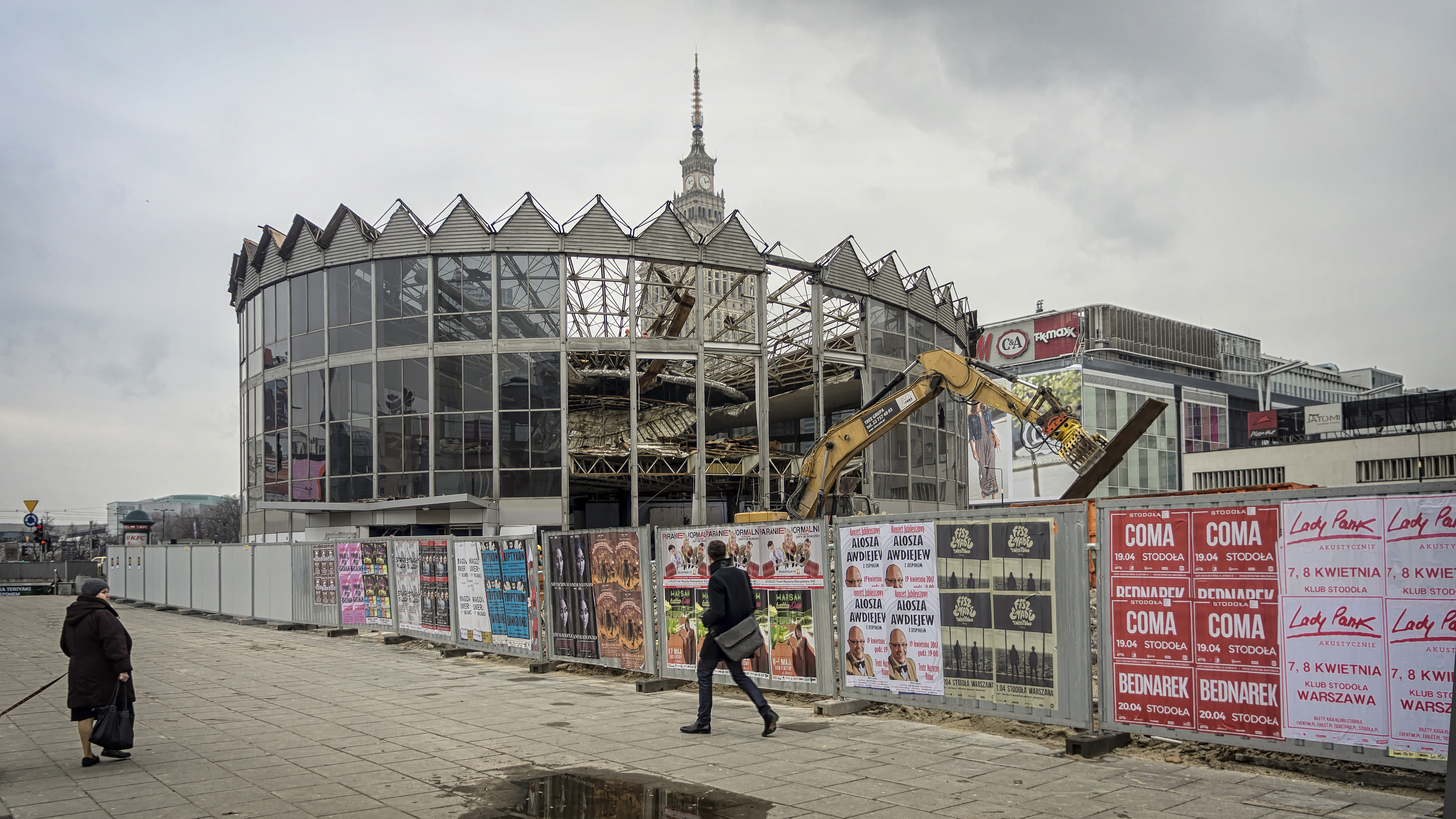
Démolition de bâtiment (mars 2017)
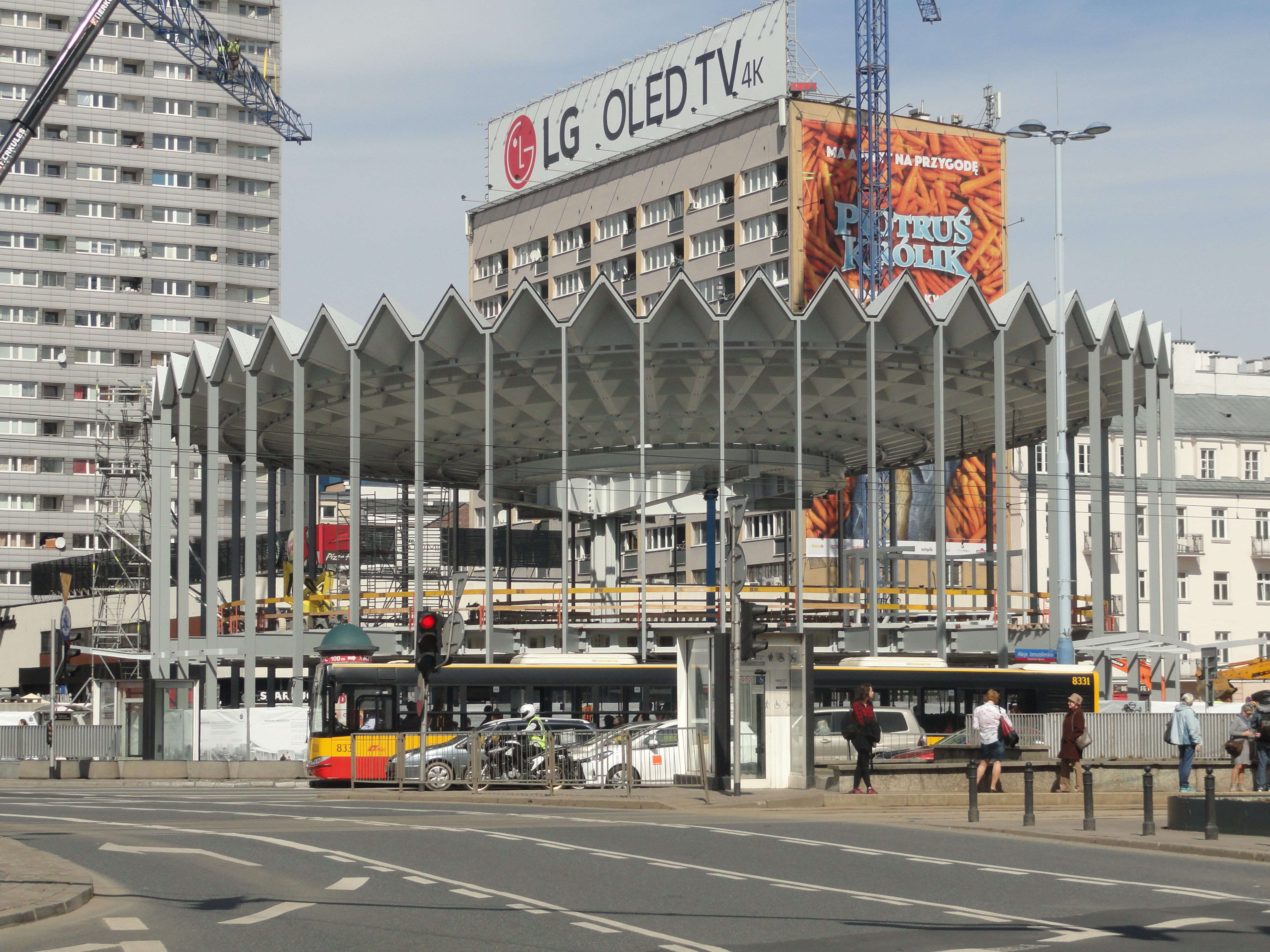
Construction de la nouvelle Rotonde (avril 2018)
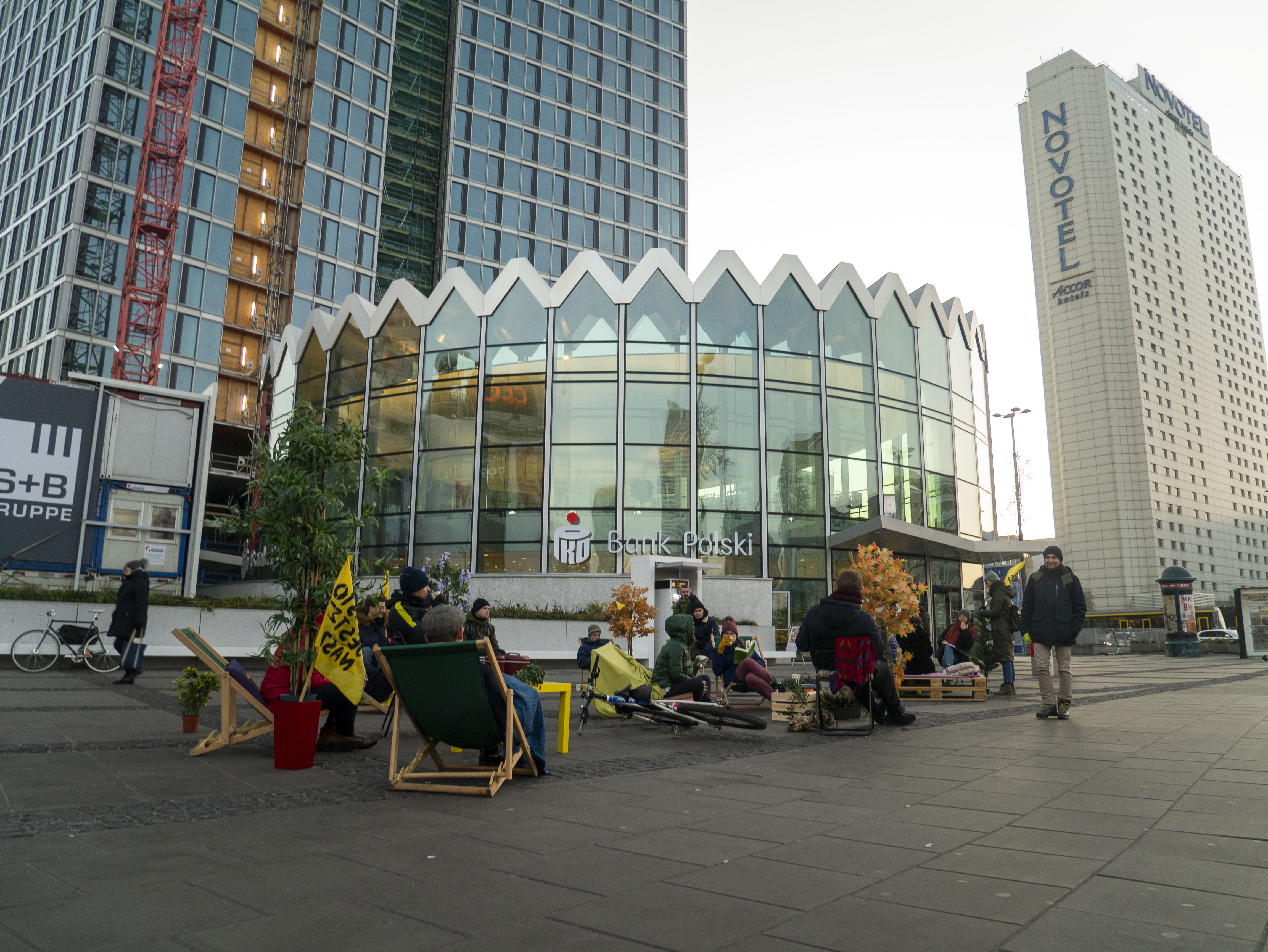
Happening de l'association Miasto Jest Nasze sous la nouvelle Rotonde (décembre 2019)
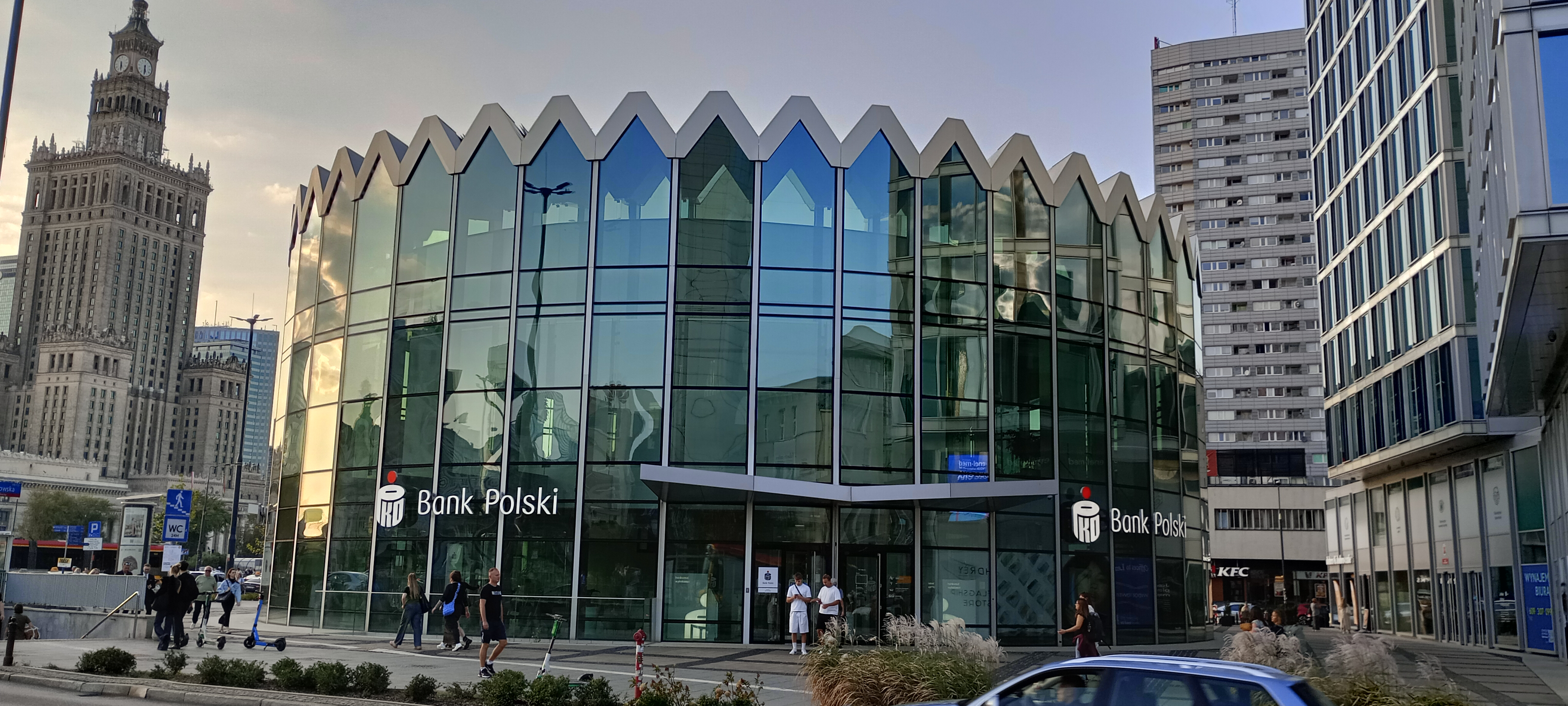
La Nouvelle Rotonde vue depuis Aleje Jerozolimskie (septembre 2024)